# Friedrich Delitzsch

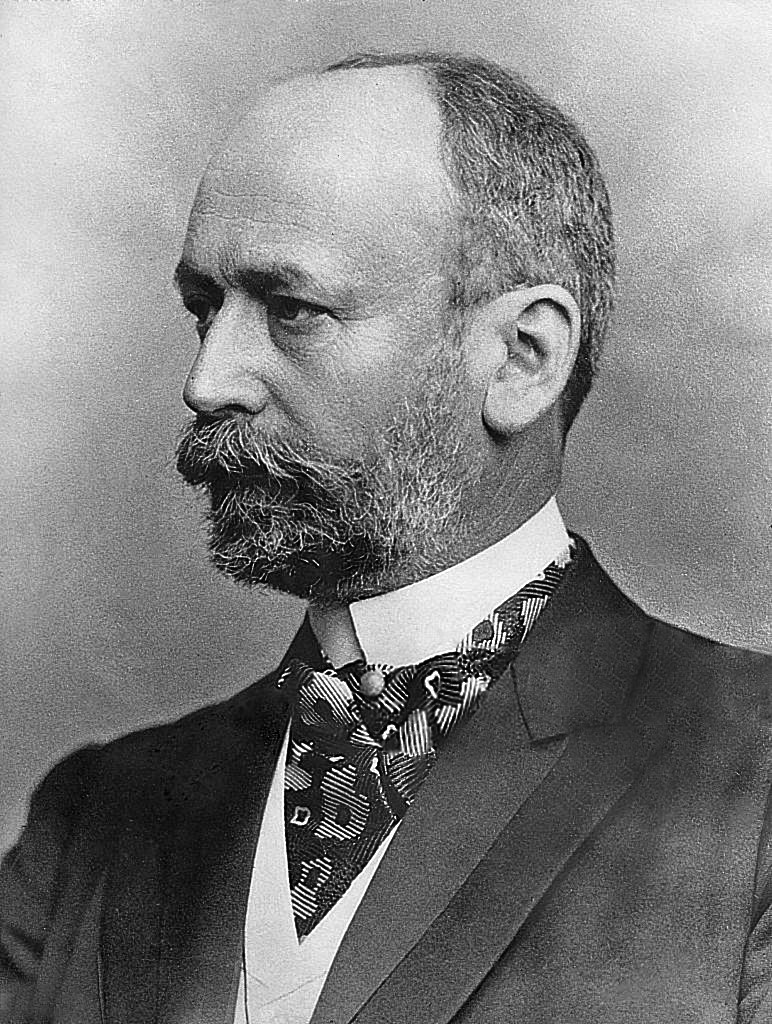
Friedrich Delitzsch, 1903.

Friedrich Delitzsch, född 3 september 1850, död 19 december 1922, var en tysk teolog och filolog. Han var son till Franz Delitzsch.
Delitzsch blev professor i semitiska språk och assyriologi i Leipzig 1877, i Breslau 1893 och i Berlin 1899. Delitzsch främsta vetenskapliga betydelse låg i hans noggranna filologiska genomarbetande av de babylonisk-assyriska texterna. Såväl hans babylonisk-assyriska som sumeriska lexikon och grammatikor har varit grundläggande för den assyriologiska språkforskningen. 
För en bredare allmänhet väckte Delitzsch uppmärksamhet genom sina 1902-1905 hållna föredrag om Babylon och Bibel, i vilka han försökte framhäva den babyloniska kulturens och religionens stora betydelse för och inflytande på den israelitiska. I ett senare arbete, Die grosse Täuschung (2 band, 1920-1921), gjorde Delitzsch ett mycket uppmärksammat angrepp mot Gamla Testamentet som kristen uppenbarelsebok och sökte påvisa dess lägre religiösa och etiska ställning i jämförelse med Nya Testamentet.